# Хептагонални број
Хептагонални број је фигурални број који представља хептагон. Хептагонални н-ти број дат је формулом 
{\displaystyle {\frac {5n^{2}-3n}{2}}}.
Првих неколико хептагоналних бројева:
1, 7, 18, 34, 55, 81, 112, 148, 189, 235, 286, 342, 403, 469, 540, 616, 697, 783, 874, 970, 1071, 1177, 1288, 1404, 1525, 1651, 1782, … (секвенца A000566 у )

## Генерализовани хептагонални бројеви
Генерализовани хептагонални број се добија формулом
{\displaystyle T_{n}+T_{\lfloor {\frac {n}{2}}\rfloor },}
где је Tn н-ти троугаони број. Првих неколико генерализованих хептагоналних бројева:
1, 4, 7, 13, 18, 27, 34, 46, 55, 70, 81, 99, 112, … (секвенца A085787 у )

## Хептагонални корен
Хептагонални корен x-а  је дат формулом
{\displaystyle n={\frac {{\sqrt {40x+9}}+3}{10}}.}

### Извођење форуле за хептагонални корен
Хептагонални корен н од x је изведен помоћу:
{\displaystyle x={\frac {5n^{2}-3n}{2}}}
{\displaystyle 2x=5n^{2}-3n}
{\displaystyle 5n^{2}-3n-2x=0}
{\displaystyle n={\frac {-(-3)\pm {\sqrt {(-3)^{2}-(4\times 5\times -2x)}}}{2\times 5}}}(користити квадратну формулу за решавање н)
{\displaystyle n={\frac {3\pm {\sqrt {9-(-40x)}}}{10}}}
{\displaystyle n={\frac {3\pm {\sqrt {9+40x}}}{10}}}
Преуредити:
{\displaystyle n={\frac {\pm {\sqrt {40x+9}}+3}{10}},}